# Bambino (nhóm nhạc)
Bambino (Hangul: 밤비노) là nhóm nhạc nữ Hàn Quốc với 4 thành viên được thành lập bởi JS Entertainment vào năm 2015. Nhóm ra mắt với single "Oppa, Oppa" vào ngày 23 tháng 6. Bambino vốn là girl group kém nổi tại Hàn, hầu như chỉ được biết đến qua những scandal.

## Lịch sử

### Trước khi debut
Bambino tạo Facebook chính thức của họ vào ngày 12 tháng 9 năm 2014 với một hình ảnh teaser của bốn thành viên và họ bắt đầu công việc quảng bá. Họ bắt đầu biểu diễn tại các trường trung học và đại học với các bài hát "New Thang" của Redfoo, "Up&Down" của EXID, "Uptown Funk" của Mark Ronson.
Thành viên Eunsol nhận được nhiều sự chú ý của các fan K-pop, một số đoạn video do fan chụp cô đã thu hút hơn một triệu lượt xem.

### 2015: Ra mắt
Ngày 5 tháng 6, thông qua Facebook chính thức, Bambino bắt đầu đăng những hình ảnh với nội dung rằng họ sẽ debut với single "Oppa, Oppa".
Nhóm chính thức ra mắt công chúng ngày 23 tháng 6 năm 2015 và tổ chức showcase của họ tại 27 địa điểm ở Dongdaemun, Seoul. Bambino được biệt danh là "fancam nữ thần".
Nhóm này đã thực hiện một video 360 VR thể hiện tài năng vũ đạo của họ, tính đến nay, đã có 5 triệu lượt xem và 20.000 thích.

### Scandal
Vào tháng 8 năm 2015, trong một buổi biểu diễn tại trường trung học, thành viên Hadam bị chỉ trích nặng nề vì mặc quần short trông như quần lót và không mặc nội y khi nhảy. Đầu năm 2016, cô tiếp tục bị chỉ trích khi dùng nước đổ vào giữa ngực cùng những biểu cảm, động tác khêu gợi quá mức, kiểu trang phục quá ngắn và trông thiếu lịch sự trên sân khấu.

## Thành viên
- Hadam (Min Hadam 하담)
- Dahee (Jung Dahee 다희)
- Eunsol (Park Eunsol 은솔)
- Minhee (Lee Minhee 민희)